# Cuthbert Girdlestone
Cuthbert Morton Girdlestone est un musicologue et homme de lettres britannique, né le 17 septembre 1895 et décédé le 10 décembre 1975.

## Biographie
Il étudia à Cambridge et à la Sorbonne, puis obtint la chaire de français au collège d'Armstrong, avant d'aller au King's College de Newcastle en 1926, un poste qu'il occupe jusqu'en 1960.
Ses plus fameuses publications furent son étude souvent rééditée sur Mozart et ses concertos pour piano (1939, publiée à l'origine en français) et celle sur Jean-Philippe Rameau (1957), considérée comme la référence sur ce compositeur.

## Ouvrages
- Dreamer and striver. The poetry of Frédéric Mistral. London, Methuen, 1937.
- Mozart et ses concertos pour piano. Paris, Fischbacher, 1939. (OCLC 162806064 et 162806078), (BNF 32170240)
  - (en) Mozart and his piano concertos. An unabridged and corrected republication of the second edition (1958) of the work first published in 1948 by Cassell & Company, Ltd., Londres, under the title Mozart’s piano concertos, New York, Dover Publications, 1964, une traduction de Mozart et ses concertos pour piano,  (ISBN 0-486-21271-8) (3e édition publiée à Londres, Cassell, 1978,  (ISBN 0-304-30043-8).)
    - Mozart et ses concertos pour piano [« Mozart and his piano concertos »]  (trad. de l'anglais), Paris, Desclée de Brouwer, 1953, 534 p. (OCLC 915819916, BNF 32170241)
- Jean-Philippe Rameau, His Life and Work, Londres, Cassell, 1957 (2e édition, Paris, Lettres modernes, 1968, et en anglais, New York, Dover Publications, 1969,  (ISBN 0-486-21416-8).)
  - Jean-Philippe Rameau : sa vie, son œuvre, Desclée de Brouwer, 1983,  (ISBN 2-220-02439-3).
- La Tragédie en musique, considérée comme genre littéraire, Genève, Droz, 1972, (OCLC 775013560).